# Uppsala fögderi
Uppsala fögderi avsåg den lokala skattemyndighetens verksamhetsområde i nuvarande Uppsala och Knivsta kommuner mellan åren 1967 och 1991. Efter detta år omorganiserades skatteväsendet och fögderierna ersattes av en skattemyndighet för varje län - i detta fall den för Uppsala län. År 2004 gick verksamheten upp i det nybildade Skatteverket.
Uppsala fögderi föregicks av flera mindre fögderier, vilka sedermera även delvis hamnade under Enköpings och Tierps fögderier. 
- Tiunda fögderi (1918-1966)
  - Uppsala läns mellersta fögderi (1886-1917)
    - Uppsala läns tredje fögderi (1720-1885)
    - Uppsala läns fjärde fögderi (1720-1885)
    - Uppsala läns femte fögderi (1720-1885)